# Walthourville
Walthourville es una ciudad ubicada en el condado de Liberty en el estado estadounidense de Georgia. En el año 2000 tenía una población de 4.030 habitantes.

## Geografía
Walthourville se encuentra ubicada en las coordenadas 31°46′34″N 81°37′27″O / 31.77611, -81.62417 (31.776124, -81.624229).
Según la Oficina del Censo, la localidad tiene un área total de 9,8 km² (3,8 mi²), de la cual 9,8 km² (3,8 mi²) es tierra y 0 km² (0 mi²) (0.00%) es agua.

## Demografía
Según la Oficina del Censo en 2000 los ingresos medios por hogar en la localidad eran de $32,359, y los ingresos medios por familia eran $34,980. Los hombres tenían unos ingresos medios de $26,382 frente a los $20,270 para las mujeres. La renta per cápita para la localidad era de $12,291. 